# Hogao
El hogao es una salsa salada hecha a base de tomate y cebolla junca, cuyo origen está vinculado a la "salsa ata" de la cocina del pueblo africano yorùbá . Es tradicional en la gastronomía de Colombia.

## Descripción
Su preparación consiste en picar cebolla (idealmente larga o junca) y tomate, en una proporción aproximada de tres partes de tomate por una de cebolla, y cocinarlos hasta que la mezcla adquiera la condición de salsa, aunque existen variedades dependiendo de la zona pero que conservan su naturaleza esencial de tomate y cebolla. Se puede enriquecer con especias como orégano, azafrán o achiote o comino.
Su nombre proviene de un uso antiguo de las expresiones 'ahogar' o 'rehogar' que hacían referencia a la cocción a fuego lento hasta mezclar uniformemente la grasa con los ingredientes necesarios. En Colombia el hogao es una base de condimento y un aderezo principal en muchos platos, en especial la bandeja paisa. La arepa y los patacones también se pueden complementar con el hogao.

## Denominaciones
En Colombia posee otros nombres, por ejemplo, en la Costa Caribe se denomina guiso. En la Costa Pacífica se le denomina refrito y en los Llanos y Santanderes riogo.